# Ipos

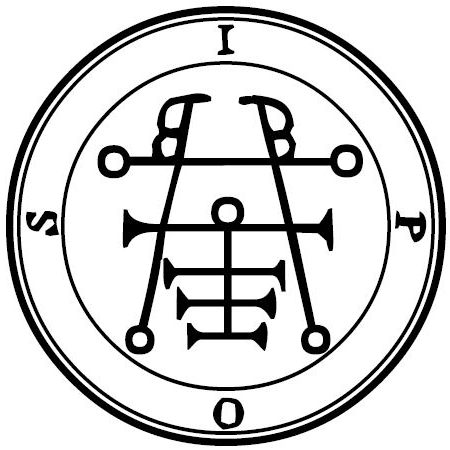
Le sceau de Ipos selon Mathers.

Ipos, Ipes ou Ayperos est un démon issu des croyances de la goétie, science occulte de l'invocation d'entités démoniaques. 
Le Lemegeton  le mentionne en 22e position de sa liste de démons. Selon l'ouvrage, Ipos est un prince et comte de l’Enfer. Il apparaît sous la forme d'un ange, avec la tête d'un lion, les pattes d'une oie et une queue de lièvre. Il connaît le passé, le présent et l'avenir. Il donne du génie et de l'audace aux hommes. Il commande à trente-six légions d'esprits.
La Pseudomonarchia Daemonum le mentionne en 16e position de sa liste de démons et lui attribue des caractéristiques similaires, si ce n'est que l'ouvrage affirme qu'il se présente soit comme un ange, soit sous la forme d'un lion avec les pattes d'une oie et une queue de lièvre.